# Austrian Literature Online
Austrian Literature Online (ALO) ist ein österreichisches Digitalisierungsprojekt der Universitätsbibliothek Innsbruck und der Universitätsbibliothek Graz sowie der Johannes-Kepler-Universität Linz.
ALO ist – zusammen mit dem Projekt ANNO der Österreichischen Nationalbibliothek – eines der größten österreichischen Projekte dieser Art, das im Haupttätigkeitszeitraum von 2002 bis 2011 rund 15.000 Titel bereitstellte, die seither frei zugänglich sind. Überwiegend handelt es sich um digitale Faksimiles, die teilweise auch im Volltext durchsucht werden können.
Schwerpunkt sind die österreichische Literatur und Frauenliteratur, es wurden aber auch aus anderen Gebieten (etwa Alte Drucke in Tirolensia Latina) zahlreiche Digitalisate online verfügbar gemacht.
ALO wurde als Mitmach-Projekt konzipiert, das gemeinfreie oder, soweit die Rechte vorliegen, urheberrechtlich geschützte Dokumente der Öffentlichkeit zugänglich macht. Seit Ende 2017 wurden keine neuen Dokumente mehr zu dieser digitalen Bibliothek hinzugefügt.